# White Limo
"White Limo" é uma canção do sétimo álbum de estúdio da banda americana de rock alternativo Foo Fighters, Wasting Light. O single foi lançado em 25 de Março de 2011 exclusivamente no iTunes.

## Videoclipe
O videoclipe mostra uma limusine dirigida pelo baixista, compositor, vocalista e líder da banda Motörhead, Lemmy Kilmister. Ele dirige uma limusine indo atrás de todos os membros da banda, e no final, a banda está junta tocando a música, e o Lemmy cai de um penhasco com uma garota. O single foi produzido por Butch Vig.

## Reconhecimento
A canção venceu um Grammy Award na categoria "Best Hard Rock/Metal Performance" na edição de 2012 dos prémios de música.